# HMS Cambrian (1916)
Pour les autres navires du même nom, voir HMS Cambrian.
Le HMS Cambrian est un croiseur léger de classe C construit pour la Royal Navy pendant la Première Guerre mondiale. Le Cambrian a donné son nom à une sous-classe de quatre navires. Affecté à la Grand Fleet, le navire n’a joué qu’un petit rôle pendant la guerre. Le Cambrian a été affecté aux flottes de l’océan Atlantique et de la mer Méditerranée au cours des années 1920. Il a été envoyé pour soutenir les intérêts britanniques en Turquie pendant l'affaire de Tchanak de 1922-1923. Le navire a été placé en réserve à la fin de l’année 1929. Il a été vendu à la ferraille en 1934.

## Conception
Les croiseurs de classe C étaient destinés à escorter la flotte et à la défendre contre les destroyers ennemis qui tentaient de se rapprocher à portée de torpilles. Commandée dans le cadre du programme naval de 1914-1915, la sous-classe Cambrian était une version légèrement plus grande et améliorée de la sous-classe Calliope précédente. Le Cambrian, le dernier navire de sa sous-classe à être achevé, différait de ses navires jumeaux (sister-ships) car il avait un armement plus puissant. Les navires avaient une longueur totale de 135,9 m, avec un maître-bau de 12,6 m et un tirant d'eau moyen de 4,5 m. Leur déplacement était de 4 390 tonnes à la normale et de 4 876 tonnes à pleine charge. Le HMS Cambrian était propulsé par quatre turbines à vapeur Parsons à propulsion directe, chacune entraînant un arbre d'hélice, qui produisaient un total de 40 000 ch (30 000 kW). Les turbines utilisaient de la vapeur produite par six chaudières Yarrow, ce qui donnait au navire une vitesse de 28,5 nœuds (52,8 km/h). Il transportait 854 tonnes de mazout. Le navire avait un équipage de 368 officiers et autres grades.
L’armement principal du Cambrian se composait de trois canons Mk XII de 6 pouces (152 mm) qui étaient montés dans l’axe du navire. Un canon était en avant de la passerelle et les deux derniers étaient à l’arrière, avec un canon surplombant le canon arrière. Son armement secondaire se composait de six canons Mk IV QF de 4 pouces (102 mm), trois de chaque côté, une paire sur le gaillard d'avant et les deux autres paires un pont plus bas au milieu du navire. Pour la lutte antiaérienne, il était équipé d’un QF 4 Mk V (102 mm). Le navire avait également deux tubes lance-torpilles immergés de 21 pouces (533 mm), un sur chaque flanc. Les navires de classe Cambrian étaient protégés par une ceinture blindée au milieu du navire dont l’épaisseur était de 1,5 à 3 pouces (38 à 76 mm) avec un pont blindé de 1 pouce (25 mm). Les murs de leur passerelle étaient de 6 pouces d’épaisseur.

### Modifications en temps de guerre
En 1917-1918, son mât de poteau a été remplacé par un mât tripode qui a été équipé d’une direction d’artillerie. En janvier 1919, le Cambrian se voit enlever ses canons de 4 pouces et un autre canon de 6 pouces est ajouté en avant des cheminées. Dans le même temps, son canon antiaérien a été remplacé par une paire de QF de 3 pouces (76 mm) de 20 cwt. Entre 1919 et 1924, le navire reçut une paire de canons Mk II de 2 livres (40 mm) dits « pom-pom » sur des affûts simples.

## Carrière
Le HMS Cambrian, le quatrième navire de son nom dans la Royal Navy, a été construit par Pembroke Dockyard à Pembroke Dock, au Pays de Galles. Sa quille a été posée le 8 décembre 1914, il a été lancé le 3 mars 1916 et achevé en mai 1916. Il a été mis en service le même mois et a été affecté à la 4e escadre de croiseurs légers de la Grand Fleet avec lequel il a servi jusqu’à la fin de la Première Guerre mondiale et jusqu’en 1919. L’escadre est généralement chargée de la protection des cuirassés de la Grand Fleet pendant la guerre. Le navire ne participa pas à l’action peu concluante du 19 août 1916 avec le reste de son escadre. L’escadre fut brièvement détachée de la Grand Fleet en mars 1917 pour patrouiller sans succès au large des côtes norvégiennes lorsque l’Amirauté reçut la nouvelle d’un forceur de blocus.
Au début de 1919, le HMS Cambrian a été réaménagé à Rosyth avant de prendre la mer pour Devonport où il a reçu la visite du prince de Galles (le futur roi Édouard VIII), le 13 juin. Le navire a été affecté à la North America and West Indies Station (station d’Amérique du Nord et des Antilles) le mois suivant, où il a servi jusqu’en 1922. L’équipage du Cambrian passa plusieurs jours en août à essayer de remorquer la goélette Bella Scott après qu’elle se soit échouée près de Kingston, en Jamaïque, et qu’elle ait reçu une brève remise en état aux Bermudes en mars-avril 1920. Le prince de Galles a de nouveau visité le navire le 26 septembre en Dominique. Le 25 janvier 1921, le navire est inspecté par le vice-amiral Sir William Pakenham aux Bermudes et de nouveau le 17 juin. Le navire est arrivé à Plymouth (Massachusetts) pour participer aux célébrations du Pilgrim Tercentenary le 31 juillet.
Le HMS Cambrian fait partie de la 2e Escadre de croiseurs légers de la flotte de l’océan Atlantique d’août 1922 à juin 1924, et il est détaché pour soutenir les intérêts britanniques pendant l'affaire de Tchanak de 1922 à 1923. Il escorte le porte-avions Ark Royal du Royaume-Uni à la Turquie du 27 septembre au 8 octobre et il est plus tard de garde à Smyrne en décembre.
Le navire a été mis hors service en juin 1924 et a commencé un réaménagement qui a duré jusqu’en 1926, au cours duquel sa tour de contrôle arrière et sa plate-forme de projecteurs ont été enlevées, lorsqu’il a été mis hors service pour servir dans la 2e escadre de croiseurs légers de la flotte de mer Méditerranée où il a participé à un exercice de la flotte en mars 1929. Après avoir transporté des troupes en Chine en 1929, il est déclassé en novembre 1929 et affecté à la réserve de Nore. Il est réaffecté comme navire amiral de la réserve de Nore en mars 1931, puis mis hors service en juillet 1933 à Sheerness et mis en vente. Le HMS Cambrian a été vendu à la ferraille le 28 juillet 1934.